# Хайнрих IV (Свещена Римска империя)
Вижте пояснителната страница за други личности с името Хайнрих IV.
Хайнрих IV (на немски: Heinrich IV; * 11 ноември 1050, Гослар; † 7 август 1106, Лиеж) е германски крал и император на Свещената Римска империя, представител на Салическата династия. Подобно на предците си се опитва да укрепи властта си в империята и встъпва в борба за инвеститурата с папството, но не успява да победи и е принуден да се покае пред папата в Каноса. Неколкократно е отлъчван от църквата. С голям труд преодолява многобройни метежи, прераснали в гражданска война, но в края на живота си е отстранен от собствения си син. Умира проклинан и от духовници и от васали: от първите, че е оспорил властта на представителя на Бог на земята, от вторите, че е орязал техните привилегии.

## Произход и ранни години
Син е на император Хайнрих III и Агнес Поатиенска. Хайнрих е на шест години, когато баща му умира и от негово име управлява майка му Агнес:с. 65 – 72. Ранната смърт на баща му и регентството на Агнес са свързани със съдбоносни промени, които белязват цялото последващо управление. В завещанието си Хайнрих III е посочил папа Виктор II като неин съветник, но след преждевременната смърт на папата († 1057) тя извършва няколко недобре премислени политически ходове. Херцогство Бавария, което Хайнрих III е дал на сина си (1055), е дадено на саксонския граф Ото фон Нордхайм, което сериозно уронва домена на германския крал. Освен това тя дава Херцогство Швабия на граф Рудолф фон Райнфелден и Херцогство Каринтия на граф Бертхолд I фон Церинген; и двамата по-късно стават противници на Хайнрих IV.
Същевременно Агнес нарушава линията на подкрепа на реформаторите в папството от страна на починалия си съпруг. Тя се съюзява непредвидливо с италианските противници на реформите в църквата и подпомага избора на антипапа Хонорий II в опозиция на редовния папа Александър II. Светият престол сключва защитен съюз с норманите от Южна Италия и макар че съюзът е насочен срещу римските благородници, а не срещу германците, той не се харесва на Свещената Римска империя, за която норманите са узурпатори и врагове. Наложените от папа Николай II мерки срещу германските епископи още повече утежняват ситуацията. Действията на кралицата предизвикват недоволството на германските барони и кулминацията му е заговор от април 1062 г., когато по време на събиране на двора младият крал е отвлечен и отведен в Кьолн. Там светски и църковни благородници избират за негов попечител епископа на Кьолн Анно II, който става регент на мястото на кралица Агнес. В попечителството на краля се изреждат неколцина епископи, но те целят основно лично облагодетелстване или на своята епархия за сметка на кралския двор. Това довежда до противоречия и позволява на Хайнрих да почне да управлява самостоятелно, след като навършва 16 години.

## Управление
Още през 1055 г. невръстният Хайнрих е сгоден за Берта Савойска и през юли 1066 г. бракът е сключен, обаче след три години Хайнрих поисква развод. Това предизвиква раздразнението на висшите духовници и той се отказва от искането си.
Поради разточителното раздаване на земи от страна на майка му той е принуден да увеличи кралския домен като построява редица крепости в планината Харц и настанява там министериали, които са на негово директно подчинение и стават най-верните поддръжници на монархията. Това обаче нарушава удобството на местните феодали. През 1073 г. в Източна Саксония избухват бунтове срещу министериалите, но Хайнрих надделява в решителна битка при Хомбург (юни 1075 г.)

### Борба за инвеститурата
Докато младият крал воюва в Саксония, през 1073 г. на папския престол като Григорий VII се възкачва Хилдебранд, представител на клюнийското движение. Неговият избор става без участието на Хайнрих, а едно от първите действия на новия папа е да свика събор в Латеран, който забранява на всички църковни длъжности да приемат светска инвеститура. От друга страна в Милано местните власти се опълчват срещу корумпирани духовници и Хайнрих и папата подкрепят противоположните фракции. След като приключва с проблема в Саксония, Хайнрих смирено моли папа Григорий да реши проблема и така на практика се отказва от правото си на инвеститура. Скоро обаче Хайнрих нарушава споразумението и папата му изпраща писмо, в което предлага преговори. Вместо да приеме преговорите, на 1 януари 1076 Хайнрих свиква набързо германските епископи във Вормс. Те установяват, че Хилдебранд е нарушил клетвата да не оглавява папската институция без одобрението на императора – процедура по избор на папа, въведена от папа Николай II. Те го обявяват за „лъжемонах“, самопровъзгласил се за папа и нарушил мира в Църквата, и се отричат от подчинението си. Това е първият случай, в който с помощта на своето духовенство германски крал си позволил да обяви свалянето на римския папа. С този акт проблемът за инвеститурата в Милано прераства в много по-голям конфликт между църковната и светската власт, познат като борба за инвеститурата. Проблемът е най-остър в германските земи, където все още е запазена системата на управление на Отоните и духовниците са част от държавната администрация.
Делегация от Вормс занася в Рим писмо с решенията и папата веднага отлъчва германския крал от църквата, като освобождава васалите от клетва за вярност към Хайнрих. Отлъчването води до разделянето на поданиците му на два лагера. Всъщност противопоставянето е на личностна основа, тъй като средновековните хора възприемат църковната и светската власт като части на една християнска общност. Някои от противниците на краля са недоволни и от това, че той възвръща голяма част от законите, отменени по време на неговото непълнолетие. Той връща кралския монопол върху правораздаването, върху горите и надзираването на абатите и епископите. Сред противниците му са и Рудолф от Швабия и Ото от Бавария. Ото, който бил сред инициаторите на безредиците в Саксония, след отлъчването отново подбужда към размирици, като съдейства за освобождаването на непокорните сеньори, затворени след първия метеж. Свикан е събор в Аугсбург през февруари 1077 г., на който се взема решение, че ако до една година след отлъчването кралят не бъде възстановен в лоното на Църквата, васалите му ще престанат да го смятат за сюзерен.
Хайнрих е принуден да предприеме стъпки към покаяние и тръгва към Италия. Жителите на Северна Италия го посрещат радушно и тържествено, като смятат, че отива да сваля папата. Григорий от своя страна, също се оказва в Ломбардия и притеснен от това посрещане, се скрива при Матилда, маркграфиня на Тоскана. Хайнрих прави поредица опити да се срещне с папата, като той след дълги колебания се съгласява да го приеме, ако се покае. На 25 януари 1077 г. кралят пристига пред замъка Каноса, ограден с три крепостни стени. През втората врата е допуснат сам, бос, свалил от себе си кралските инсигнии. Прекарва сам три дни, след което папата приема покаянието му и отменя екскомуникацията.
Конфликтът за инвеститурата приключва много след края на царуването на Хайнрих през 1122 г. с Вормския конкордат, който запазва в твърде ограничен вид имперската църква в немските земи.

### Кризи в Германия и Италия
Германските принцове считат, че поклонението в Каноса нарушава споразумението от Аугсбург, обявяват детронирането на Хайнрих и през март 1077 г. избират за нов германски крал херцога на Швабия Рудолф фон Райнфелден. В отговор Хайнрих конфискува Бавария и Швабия в своя полза. Той получава подкрепата на селяните и гражданите на двете херцогства, докато Рудолф разчита основно на подкрепата на саксонците. Папа Григорий изчаква известно време, но подкрепя реформирането на църквата и Рудолф и отново отлъчва Хайнрих. Мотивите за отлъчването обаче не са така убедителни и много от благородниците се обръщат срещу папата, защото с налагането на църковната реформа се чувстват ощетени. След смъртта на Рудолф († 1080) Хайнрих се отправя с войска от министериали към Италия и превзема Рим, където постига споразумение с римските патриции. Свикан е църковен синод, който сваля папа Григорий и връща обявения за антипапа Климент III в Рим. Именно той помазва Хайнрих за император на Великден 1084 г. Григорий вика на помощ норманите на Робер Гискар и с тяхна помощ бяга в Салерно, където умира на 25 май 1085 г. Хайнрих се връща като победител в Германия. През май 1087 г. той коронясва като крал сина си Конрад.
Бягството на Григорий и замяната му с Климент водят до времена криза в реформаторското движение, която трае до избирането на новия папа Урбан II (1088 – 1099). Под негово влияние през 1089 г. 43-годишната графиня Матилда Тосканска, гореща привърженичка на църковните реформи, сключва брак със 17-годишния Велф V Баварски, и по този начин опонентите на Хайнрих от Южна Германия и Италия се обединяват. Императорът нахлува в Италия още веднъж през 1090, но въпреки началния успех, през 1092 срещу него избухват бунтове в Ломбардия. Дори неговият син Конрад въстава срещу баща си и е коронован като крал на Ломбардия с помощта на папа Урбан. Императорските сили се оказват отрязани от Германия и обкръжени в Североизточна Италия. В допълнение на бедите му втората му съпруга Евпраксия, за която се е оженил през 1089 след смъртта на Берта, го напуска и му отправя сериозни обвинения в жестокост и малтретиране. Хайнрих успява да се завърне в Германия през 1097, едва след като Велф V се разделя с Матилда през 1095 и баща му Велф IV си възвръща Бавария.
След завръщането си Хайнрих успява да сложи ред в Германия. Приети са поредица от Божи договори, които успокояват обстановката. През 1103 г. в Майнц е прието постановление за общ мир. Но към края на управлението му, през 1104 г. и вторият му син Хайнрих (по-късно Хайнрих V), подтикван от някои благородници, се разбунтува срещу баща си. Императорът бяга в Кьолн, но при едно пътуване до Майнц синът пленява баща си и изтръгва от него абдикация, уж доброволна (31 декември 1105). Хайнрих IV не се предава, отива в Лиеж и с помощта на лотарингците побеждава армията на сина си при Визе на 22 март 1106. Хайнрих IV умира внезапно в Лиеж на 7 август. Тялото му е пренесено в Шпайерската катедрала, но тъй като е отлъчен, е погребано в неосветен параклис. Пренесен е в семейната гробница през 1111 г.

## Фамилия
През 1055 г. Хайнрих се сгодява за Берта Савойска (1051 – 1087), дъщеря на савойския граф Ото I от Дом Савоя и на Аделхайд Торинска. Бракът е сключен на 13 юли 1066 г. Хайнрих поисква развод през 1069 г., но папа Александър II отказва. Впоследствие Хайнрих и Берта имат пет деца:
- Аделхайд (* 1070, † 4 юни 1079)
- Хайнрих (* 1/2 август 1071, † 2 август 1071)
- Агнес от Вайблинген (* 1072/1073, † 24 септември 1143), омъжена за херцог Фридрих I († 1105) от Швабия (Хоенщауфен), 1106 г. за Свети Леополд III († 1136), маркграф на Австрия (Бабенберги)
- Конрад II (* 12 февруари 1074, † 27 юли 1101), римски крал (1087 – 1098), крал на Италия (1093 – 1098, 1095 – 1101)
- Хайнрих V (* 1086, † 1125) – император на Свещената Римска империя.

След смъртта на първата си съпруга, Хайнрих IV се жени за дъщерята на киевския княз Всеволод I Евпраксия Всеволодовна на 14 август 1089. Двамата нямат деца и бракът е разтрогнат през 1095 г.